# 匿名邮件转发服务
匿名邮件转发服务是指将你发给别人的電子郵件，由一个特別的服务器转发，转发后，收件人就无法知道是谁发的。
匿名邮件转发服务分为可追踪服务和不可追踪服务。
知道這服務存在而想使用，或想运行这样一个服务器的人，一般是比较高级的计算机用户。

## 相关主题
- 隐私